# Vlag van Barcelona (provincie)
De vlag van de Spaanse provincie Barcelona is een vierkantige vlag, bestaande uit negen horizontale banen, vijf gele en vier rode, en in het midden, een witte ruit met een rood kruis, omlijnd in geel zonder de randen te bereiken.
De vlag werd op 27 juli 1971 aangenomen. De meest gebruikte vlag heeft een lengte:breedte-verhouding van 2:3.
|  |  |